# Incidentes de xenofobia por la crisis en Venezuela

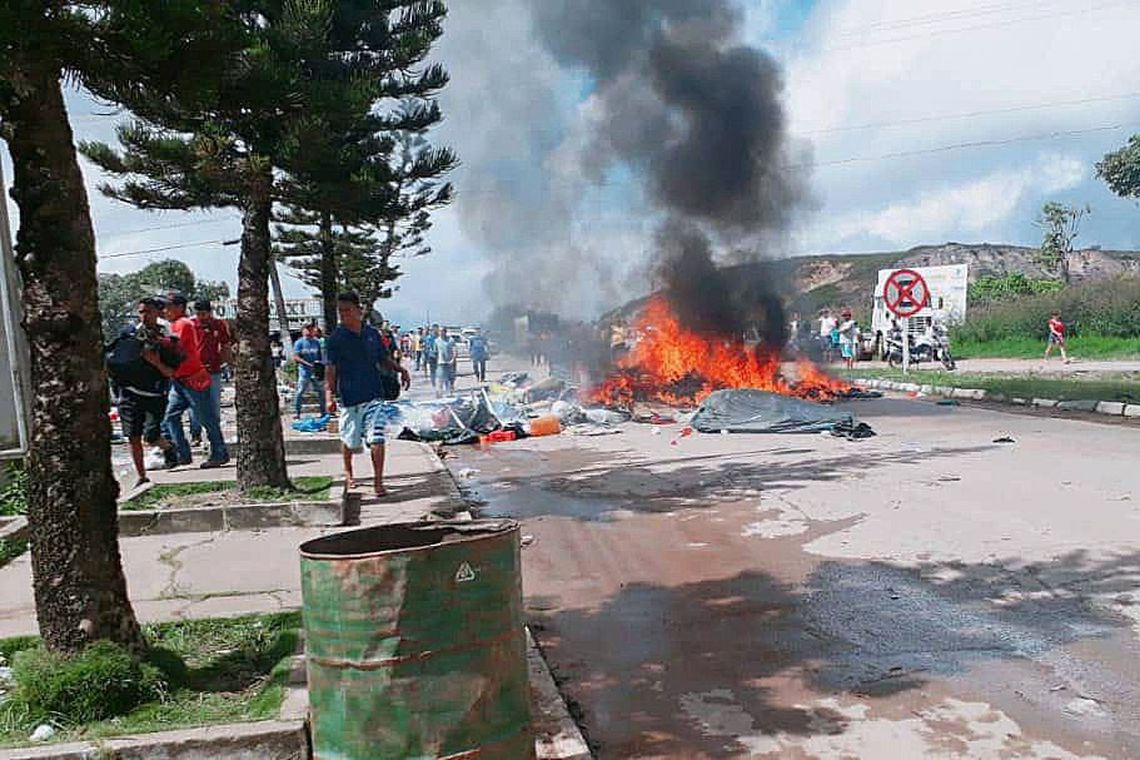
El municipio brasileño de Pacaraima (Roraima), fronterizo con Venezuela, en agosto de 2018, durante un ataque de la población local hacia inmigrantes venezolanos.

En la década de 2010, debido a la crisis migratoria venezolana, ha intensificado la ocurrencia de incidentes de xenofobia contra inmigrantes venezolanos, acrecentados por sentimientos racistas, clasistas y aporofóbicos.

## Antecedentes

### Guerras de independencia

Bandera de Ecuador entre 1845 y 1861 (Época marcista), usada en sustitución del tricolor bolivariano que entonces se asociaba con la dictadura del general venezolano Juan José Flores.

Tras el triunfo bolivariano en las guerras de independencia, los venezolanos lograron ocupar puestos claves en la administración de las nacientes repúblicas. Esto desató el resentimiento de las poblaciones locales, que ejecutaron todo tipo de conjuras y revueltas para expulsar a los extranjeros del poder. En septiembre de 1828 se llevó a cabo en Bogotá la Conspiración Septembrina, un intento para asesinar a Simón Bolívar, quien se sostenía gracias al apoyo de los militares venezolanos y en oposición a los generales neogrananinos liderados por Francisco de Paula Santander. Estos hechos llevarían a que tres años más tarde se disolviera el proyecto bolivariano de la Gran Colombia, y la Nueva Granada (hoy Colombia y Panamá), Ecuador y Venezuela alcanzaran su independencia definitiva.
En Perú, Bolívar estableció una constitución dictatorial que fue repelida en 1827, desatando una guerra contra la Gran Colombia al año siguiente, poco después de que los peruanos intervinieran en Bolivia para derrocar el gobierno del venezolano Antonio José de Sucre.
En Ecuador, el venezolano Juan José Flores siguió en el poder hasta 1845, año en que se produjo la Revolución marcista o Revolución Nacionalista, un levantamiento que tenía entre sus objetivos expulsar a las tropas extranjeras que aún permanecían en suelo ecuatoriano.

### Bonanza petrolera
Con el advenimiento de la bonanza petrolera en la década de 1970, la economía venezolana experimentó un crecimiento sin precedentes. Miles de inmigrantes colombianos, ecuatorianos, peruanos, y de otras nacionalidades, llegaron a Venezuela atraídos por estas circunstancias. Lo anterior provocó que los venezolanos fuesen estereotipados como opulentos o arrogantes, en parte debido a la alta cantidad de extranjeros que ya no pudieron ingresar al país por los controles migratorios impuestos en los años posteriores a 1986, creando entre los latinoamericanos un sentimiento de resentimiento hacia los que sí pudieron ingresar por vías legales, y hacia los venezolanos en general. Sin embargo, las fronteras se mantuvieron abiertas por décadas, entre controles y periodos de paso libre, el último ocurrido durante el gobierno de Hugo Chávez Frías, donde estos controles no ocurrieron y por años ingresaron migrantes sin restricciones. Se conoce además, que durante el primer gobierno de Carlos Andrés Pérez se abogó ante Pinochet, dictador en Chile, por los perseguidos políticos, algunos de los cuales encontraron refugio en Venezuela.

### Chavismo y crisis económica
Al llegar Hugo Chávez al poder, las relaciones con varios países se deterioraron, al punto que el gobierno colombiano denunció la existencia de un proyecto de imperialismo venezolano sobre la región. Según diversas fuentes, el gobierno venezolano habría tenido injerencia sobre los gobiernos de Argentina, Bolivia y de varios países caribeños, además de brindar apoyo a las Fuerzas Armadas Revolucionarias de Colombia.
A este rechazo ideológico se sumó una creciente xenofobia, tras la salida diaria de miles de venezolanos debido a la crisis económica que el país atraviesa desde el año 2013. Según la ONU, para finales de 2019 el número de refugiados alcanzaba una cifra cercana a los cinco millones de personas. A pesar de que los gobiernos regionales han acogido a los migrantes de forma solidaria, los venezolanos han sido acusados de incidir en mayores tasas de desempleo y criminalidad, siendo víctimas de hostigamiento, insultos e incluso violencia por parte de los ciudadanos de los distintos países.

## Por país

### Bolivia
En marzo de 2019, un grupo de 14 venezolanos fueron detenidos por las autoridades migratorias por protestar frente a la embajada de Cuba en La Paz. Seis de ellos fueron expulsados del país, ya que según el gobierno:

Cumplidas las entrevistas migratorias, se identificó que dichos ciudadanos no tienen oficio ni actividad económica lícita para su permanencia en el país. Éstos confesaron estar involucrados en acciones conspirativas y participar en actividades políticas que afectan al orden público, a cambio de dinero.

La acción fue condenada por organismos como Amnistía Internacional, declarando que la expulsión fue arbitraria y que obedece a una persecución sistemática en contra de los migrantes venezolanos debido a la cercanía del gobierno de Evo Morales con el gobierno de Nicolás Maduro.

### Brasil

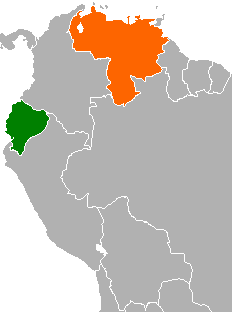
Venezolanos en Ecuador

En agosto de 2018, el gobierno del Estado limítrofe de Roraima solicitó un cierre temporal de la frontera, alegando que su administración era incapaz de controlar la gran cantidad de venezolanos que entraban diariamente al país. En primera instancia, un juez ordenó suspender el ingreso terrestre de venezolanos, pero posteriormente la medida fue revocada por el Tribunal Supremo, que consideró que la prohibición era contraria a la Constitución y a los pactos internacionales suscritos por Brasil.
Días después, un campamento de refugiados venezolanos fue atacado en el municipio de Pacaraima. Una turba armada con palos y piedras incendiaron tiendas de campaña y otros artículos de los inmigrantes, expulsando a más de 1 200 hacia el otro lado de la frontera. Los hechos se produjeron como represalia por el supuesto ataque a un comerciante brasileño por parte de cuatro venezolanos.

### Chile
La relación entre chilenos y venezolanos se ha vuelto cada vez más tensa con el paso de los años. El aumento exponencial de la criminalidad —y la violencia de la misma— tras la inmigración venezolana es de las principales razones que genera animadversión por parte de la sociedad chilena. Los venezolanos son el grupo extranjero que lidera las imputaciones por homicidio en Chile (38,5%) y son el tercero con más presencia en las cárceles (26,8%), principalmente por delitos de tráfico de droga y robo. Además, la presencia venezolana en Chile de criminales, ha propiciado la aparición de delitos nunca antes vistos, o al menos, que ocurrían muy poco en el país andino, tales como el sicariato, el secuestro, como el sucedido en 2024 al militar venezolano en retiro y refugiado en Chile, Ronald Ojeda, quien fue opositor a Nicolás Maduro, quien fuera secuestrado y asesinado en Santiago, junto con la explotación sexual y la prostitución ejercida por venezolanos, principalmente en Santiago, donde se ha registrado que personas de dicha nacionalidad ejercen ilegalmente, tanto la prostitución ilegal, como el trabajo de proxenetas, amparados por grupos de crimen organizado.
Otro aspecto negativo tiene que ver con la poca o nula aceptación de parte de algunos venezolanos de las normas de convivencia social en Chile, (situación registrada tanto en medios de comunicación, como en redes sociales), el ruido permanente y las fiestas con alto consumo de alcohol hasta elevadas horas de la noche en los edificios donde residen, como también en entornos naturales, teniendo roces con los chilenos por la diferencia de costumbres.
En mayo de 2017, manifestantes venezolanos se enfrentaron a un grupo de chilenos que mostraba su respaldo al gobierno de Nicolás Maduro en las cercanías de la embajada venezolana en Santiago. Algunos meses después, venezolanos que protestaban en el mismo sitio fueron golpeados y robados por comunistas chilenos.
En enero de 2018, una mujer discapacitada agredió con un bastón a una mujer inmigrante en Santiago, todo esto mientras la llamaba comunista y clamaba haber votado por Sebastián Piñera.
En el mismo mes, una conductora de Valparaíso le gritó venezolano de mierda a un inmigrante que trabajaba en un gasolinera, para luego proceder a atacarlo con una escoba.
En enero de 2019, durante un partido entre las selecciones sub-20 de Chile y Venezuela, el futbolista chileno Nicolás Díaz Huincales llamó "muerto de hambre" a su colega venezolano Pablo Bonilla. Posteriormente, el jugador chileno ofreció disculpas públicas a través de una carta.
Como "muerta de hambre" también se refirió una mujer chilena a una inmigrante a la que agredió en el balneario de Cartagena a finales de enero.
En febrero del mismo año, a raíz de la publicación de un vídeo donde un grupo de chilenos y venezolanos que ofendió a las víctimas de Augusto Pinochet, ciudadanos de izquierda lanzaron una campaña virtual conminando a las personas a no ayudar a los inmigrantes y pidiendo la expulsión de los "venecos" y las "venezorranas".
Según declaraciones de la cónsul dominicana en Arica, la policía fronteriza de Chile niega la entrada a cualquier inmigrante que sea "negro o venezolano" y que no llevara consigo su estadía prepagada y sus boletos de regreso.
El 25 de septiembre de 2021, habitantes de la ciudad de Iquique promovieron una marcha contra la inmigración masiva que terminó con algunos manifestantes quemando los enseres y documentos de los inmigrantes.
El Fiscal General de Venezuela, Tarek William Saab, afirmó que en Chile hay una "xenofobia antivenezolana brutal" en diciembre de 2023. Lo que el gobierno de Chile descartó.
Los inmigrantes venezolanos y los chilenos han tenido roces por las diferentes costumbres en cuanto al uso de parlantes de audio.
El 14 de octubre de 2024, dos adolescentes venezolanos de 16 años hieren de gravedad a un niño chileno de 10 años en una escuela básica de la comuna de Santiago, empujándolo hacia una estructura metálica y terminando empalado al caer sobre esta, resultando con daño recto-uretral y necesidad de cirugía reconstructiva de vejiga. Según la madre del menor agredido, él era víctima de bullying constante de parte de dichos inmigrantes y de otros alumnos mayores por su condición TEA.
Un incidente particular entre chilenos y venezolanos se produjo en 2025 -el cual fue calificado como "xenofobia", por la diáspora venezolana- durante la 64.ª edición del Festival Internacional de la Canción de Viña del Mar, en la rutina del comediante venezolano George Harris, bastante querido en su país, la cual estuvo marcada por el tenso ambiente del dividido público de la Quinta Vergara, integrado por chilenos, y una multitud de venezolanos que viajaron para apoyar a Harris. Durante la mayor parte de la presentación, la cual se compuso de una serie de anécdotas propias de su país, contadas principalmente con expresiones y modismos propios de Venezuela, esta se vio marcada por sonoras pifias y rechiflas de los espectadores de Chile, y por las ocasionales ovaciones del público venezolano.
Las pifias del público chileno se debieron especialmente al modo de hacer comedia de Harris, basado en contar anécdotas, y no en los chistes cortos, y en el humor espontáneo, que es el preferido por el público chileno -lo cual además, propiciaría un ambiente de división en el público de la Quinta Vergara-. Asimismo, el comediante enfrentó al público en varias ocasiones, con fuertes palabras, lo cual enfebreció aún más la reacción de los espectadores chilenos, los cuales manifestaron su descontento tanto en la Quinta, como en redes sociales. Posterior a su presentación, se produjeron incidentes, al retirarse masivamente el público venezolano de la Quinta Vergara, indignados por el mal recibimiento del público chileno a Harris. Los venezolanos acusaron de “xenofobia” al público chileno, y muchos hicieron descargos en programas en directo que se transmitían en Chile en paralelo al festival, como sería Primer Plano de Chilevisión. Muchos chilenos justificaron el rechazar a Harris, no por su nacionalidad, sino por el simple hecho de no ser divertido, algo que ha sucedido antes en el mismo escenario, con artistas incluso chilenos. Se registraron posterior a la presentación de Harris peleas y discusiones entre venezolanos y chilenos, junto con algunos hechos de violencia aislados, mientras las personas de ambas nacionalidades salían del recinto.
Pasados varios días desde la rutina, este hecho no hizo más que afectar todavía más la compleja situación entre venezolanos y chilenos, al punto de que Guarequena Gutiérrez, exembajadora y ad honorem en Chile designada por Juan Guaidó, señalaría que hay venezolanos inmigrantes que están pensando irse de Chile. Otro incidente ocurrido sería el de la estudiante de psicología venezolana Mishelle Hecht, alumna de la Universidad Adolfo Ibáñez, quien señalaría que no confiaba en los chilenos, amenazándolos de que «les vamos a meter Tren de Aragua hasta para llevar».
Una vez de regreso en Miami, su lugar de residencia, Harris señalaría en una entrevista a Telemundo que nunca debió haber aceptado la invitación, y que había recibido amenazas de que esto iba a pasar, además de publicar posteriormente en redes sociales el mensaje que decía: «¡Muchachos no es FOME es BOICOT! No es FOME, es Xenofobia. Vamos a llamar las cosas por su nombre (sic)», siendo esto en respuestas a los chilenos que, como se dijo más arriba, insisten en señalar que el rechazo a su rutina nunca fue por su nacionalidad, sino por el simple hecho de no ser divertido, algo que ha sucedido antes en el mismo escenario, con artistas y comediantes del mismo país. La respuesta de Harris, y la insistencia de la comunidad venezolana en señalar la existencia de «xenofobia», ha generado reacciones cada vez más adversas y negativas entre el público chileno, siendo la respuesta de la actriz y periodista chilena Francisca García-Huidobro una de las más incendiarias, quien respondió a George Harris ante su señalamiento de supuestas amenazas en su contra, diciéndole que «tú has recibido amenazas, y acá en Chile estamos todos recibiendo amenazas de tus compatriotas por no haberte aplaudido un show fome (aburrido) en la Quinta Vergara. No es porque eres venezolano, no es xenofobia. E(re)s fome».
En 2025, la venezolana Yaidy Garnica de 43 años, fue asesinada de un escopetazo en la comuna de Cerro Navia, tras un altercado entre su familia y vecinos debido al alto volumen de la música que tenía en su casa debido a una fiesta en celebración del día del padre. La comunidad venezolana en Chile y en otros países ha sostenido que el ataque estuvo motivado por xenofobia: el altercado había continuado incluso después de que Yaidy accediera a bajar el volumen de la música, y los insultados proferidos antes del asesinato incluyeron «Vayan a escuchar música a su país» y «Venezolanas culias». Después del asesinato, los vecinos pincharon las ruedas del vehículo familiar para evitar el traslado de Yaidy al hospital. El culpable se entregó a Carabineros a una hora después de cometido el delito, trayendo consigo el arma utilizada. Por otra parte, el hermano de Yaidy declaró que su asesinato no fue un acto xenofóbico y le pidió calma tanto a chilenos como a los venezolanos.

### Colombia

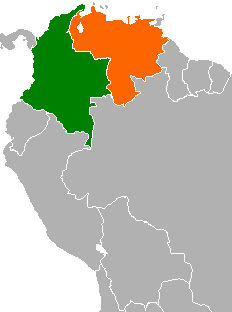
Venezolanos en Colombia

En enero de 2017, mientras se hacía entrega de unas casas construidas por el Ministerio de Vivienda a personas desplazadas del municipio fronterizo de Tibú (Norte de Santander), el entonces vicepresidente Germán Vargas Lleras afirmó:

Son para población desplazada pero que viva en Tibú, no vayan a dejar meter aquí a los venecos, por nada del mundo, esto no es para los venecos.

Aunque posteriormente Vargas Lleras matizó que solo se trataba de un gentilicio, el presidente venezolano Nicolás Maduro afirmó que se trataba de una agresión xenófoba y exigió una disculpa.
En mayo de 2017, Rodolfo Hernández, alcalde de Bucaramanga, manifestó que de Venezuela habían llegado los limosneros, prostitutas y desocupados y que no era posible echarles plomo, pero la ciudad era incapaz de responder a la crisis. En septiembre de ese año se produjo un enfrentamiento entre vendedores ambulantes colombianos y venezolanos por el control de los espacios dentro del sistema de Transmilenio, dejando como saldo una persona muerta. Desde finales de 2017, en las ciudades fronterizas de Cúcuta y Arauca empezaron a circular panfletos amenazantes en contra de los venezolanos. Entre los grupos involucrados en estas amenazas estarían el ELN, el Clan del Golfo y el Grupo de Limpieza Social de Arauca.
En enero de 2018, un grupo de jóvenes lanzó bombas incendiarias contra 900 venezolanos que se concentraban en un polideportivo de Cúcuta. En mayo empezó a circular un audio en el que se declaraba objetivo militar a aquellos migrantes venezolanos que no abandonaran el municipio de Subachoque (Cundinamarca) en un plazo de dos semanas. En octubre del mismo año, un venezolano fue linchado en la localidad bogotana de Ciudad Bolívar, luego de ser relacionado con el secuestro de niños que aparecía en cadenas falsas de WhatsApp. Al menos 200 ciudadanos participaron en el linchamiento haciendo uso de piedras, palos y machetes. Posteriormente, dos venezolanos estuvieron a punto de ser linchados en el mismo lugar y otros dos migrantes fueron golpeados en Transmilenio. Durante la campaña para las elecciones presidenciales de 2018, una acusación común entre los candidatos fue que querían convertir a Colombia en una segunda Venezuela. Además, el candidato conservador Alejandro Ordóñez afirmó que frente a la migración masiva de venezolanos, los empresarios debían priorizar el derecho al trabajo de los colombianos. Posteriormente Ordóñez fue nombrado embajador de Colombia ante la Organización de Estados Americanos, puesto desde el que afirmó que el migración venezolana era parte de una agenda para irradiar el socialismo a toda Latinoamérica.
En enero de 2019 aparecieron panfletos amenazantes contra los venezolanos residentes en Ipiales, cerca a la frontera con Ecuador. Las autoridades consideran que el fenómeno se presentó debido al retorno de población venezolana desde el país vecino, donde se produjeron ataques contra los inmigrantes en las semanas previas. En febrero el alcalde Rodolfo Hernández señaló que las venezolanas eran fábricas de hacer chinitos (niños) pobres. Cinco meses después, la columnista Claudia Palacios escribió una columna en el diario El Tiempo exhortando a las venezolanas a que paren de parir. En julio fueron encontrados cinco cuerpos descuartizados en Bogotá, tres de ellos pertenecientes a ciudadanos venezolanos. En agosto del mismo año, panfletos amenazantes aparecieron en Bucaramanga, exigiendo a los comerciantes de la ciudad reemplazar a sus trabajadores venezolanos en un plazo de 48 horas. Con el aumento del número de inmigrantes venezolanos que buscan vivienda en Bogotá, en varios sitios es común encontrar carteles con la leyenda "Se arrienda: no venezolanos". Según una encuesta publicada por la revista Semana en marzo de 2019, un 41% de los migrantes habían sufrido algún tipo de rechazo o discriminación. Sin embargo, un 81% de los encuestados afirmó no haber sido víctima de ningún crimen en razón de su nacionalidad, y la mayoría de ellos calificaron a los colombianos como personas amables y afables en el trato.

### Curazao
En 2017, 1 203 venezolanos fueron deportados de Curazao. A muchos de ellos se les obligó incluso a pagar su tiquete de vuelta.
Mediante una feroz estrategia de remoción, los venezolanos en situación irregular son deportados antes de poder solicitar el estatus de refugiados. A pesar de los reclamos de organizaciones como Amnistía Internacional, en noviembre de 2018 el ministro del Interior de Países Bajos (país al que pertenece la isla) afirmó que el gobierno no investigaría el asunto.

### Ecuador
En agosto de 2018, el gobierno ecuatoriano emitió un decreto exigiendo la presentación del pasaporte como requisito para aquellos venezolanos que quisieran ingresar al país. Sin embargo, un juez suspendió la aplicación el decreto, aduciendo que contradecía los acuerdos internacionales suscritos por Ecuador.
En octubre del mismo año, una marcha de venezolanos en Quito se enfrentó a un grupo de ciudadanos que amenazaban con quemar vivos a los inmigrantes, al mismo tiempo que reclamaba al gobierno por mayores controles migratorios. Uno de los participantes del grupo afirmó:

Estamos cansados que los venezolanos además de su prepotencia, de su arrogancia, que vienen a robar, a matar, estamos en contra. No sé lo que exigen, ni tampoco se quién organizaría esa marcha, pero queremos evitar la confrontación.

El 20 de enero de 2019 fue asesinada a puñaladas en la ciudad de Ibarra, provincia de Imbabura, Diana Carolina Ramírez Reyes, mujer ecuatoriana de 22 años, que se encontraba con un estado de cuatro meses de embarazo. El perpetrador, un hombre extranjero de nacionalidad venezolana, quien fue su pareja, antes de cometer el acto fatal, la tomó por rehén por cerca de 90 minutos mientras era acorralado por efectivos de la Policía Nacional del Ecuador. El hecho generó conmoción a nivel nacional, manifestantes en defensa de los derechos de las mujeres salieron espontáneamente a repudiar el hecho, a través de las redes sociales y en las calles, sumado a otros, que se manifestaban con gritos xenófobos protestando en contra de los inmigrantes venezolanos en general.
Han sido difundidos por internet diversos vídeos y fotografías de ciudadanos ecuatorianos agrediendo física y verbalmente a venezolanos, además de la vociferación de gritos y vitoreos antivenezolanos, el desalojo forzado e injustificado de venezolanos desde sus viviendas, llegando incluso a la quema de sus pertenencias. Todas estas acciones xenófobas, que en algunos casos iban acompañadas de expresiones racistas y aporofóbicas, provocaron a su vez la salida del país de ciudadanos venezolanos que temían por su vida, especialmente hacia los países vecinos, Perú y Colombia.
Algunas horas después del homicidio se determinó que el homicida tenía doble nacionalidad colombiana y venezolana. El presidente Lenin Moreno había declarado:

Ecuador es y será un país de paz. No permitiré que ningún antisocial nos la arrebate. La integridad de nuestras madres, hijas y compañeras es mi prioridad.

He dispuesto la conformación inmediata de brigadas para controlar la situación legal de los inmigrantes venezolanos en las calles, en los lugares de trabajo y en la frontera.

Les hemos abierto las puertas, pero no sacrificaremos la seguridad de nadie.

Moreno recibió duras críticas por estas declaraciones, ya que algunos sectores consideraron que sus palabras incitaban a la xenofobia. El presidente venezolano Nicolás Maduro afirmó que Moreno era un nazi y un traidor.
El 21 de enero se realizaron manifestaciones en contra de la violencia de género en algunas ciudades ecuatorianas, como en Cuenca y Quito. Asimismo, un grupo de unas cincuenta personas lideradas por un joven encapuchado que sostenía una bandera ecuatoriana, protestaban en el lugar del asesinato exigiendo al gobierno la «prohibición» de la inmigración.
Días después, Ecuador empezó a exigir la presentación de los antecedentes judiciales para todos los venezolanos que ingresaran al país, en tanto unos 250 migrantes retornaron a Venezuela como parte de un corredor humanitario creado por el mismo gobierno venezolano.
Asimismo, se informó la realización de un censo a nivel nacional para los extranjeros residentes en el país, como también una propuesta educativa y pedagógica para evitar problemas de convivencia y de choque cultural con los extranjeros.
A nivel diplomático, las relaciones bilaterales entre Ecuador y Venezuela se vieron tensionadas por estas situaciones de violencia. El canciller venezolano, Jorge Arreaza, responsabilizó a las declaraciones hechas por el presidente Moreno de instigar una oleada de violencia en contra de los ciudadanos venezolanos residentes en Ecuador, agregando que es responsabilidad del gobierno ecuatoriano de preservar la vida y la integridad de los venezolanos en dicho país.
El director ejecutivo de Human Rights Watch para las Américas, José Miguel Vivanco, calificó de «injusto» pedir pasado judicial a migrantes que «huyen con lo puesto del estado mafioso, fallido y autocrático de [Nicolás] Maduro».

### Hungría
A pesar de su discurso antiinmigración, el gobierno de Viktor Orban ha acogido a cientos de migrantes venezolanos que han demostrado tener al menos un antepasado húngaro. No obstante, el recibimiento popular no ha sido positivo, con varios ciudadanos quejándose con la policía por la presencia de negros en los alrededores del balneario de Balatonoszod, donde los inmigrantes fueron alojados inicialmente.

### Irán
Durante las elecciones presidenciales de 2017, la prensa reformista usó la palabra venezueloi (venezolanización), para criticar al gobierno por tomar un rumbo parecido al del régimen de Nicolás Maduro y alertar sobre la posibilidad de una crisis económica similar a la del país suramericano.

### México

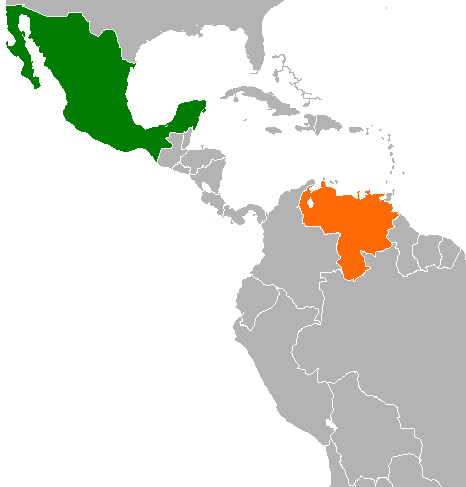
Venezolanos en México

En 2019, el periodista Sergio Novelli recibió la denuncia de un joven venezolano que denunció que presuntos funcionarios de migración en el aeropuerto de Cancún confiscaron sus pertenencias personales, incluyendo unos 800 dólares, que jamás le devolvieron, y que lo mantuvieron por más de diez horas en condiciones inhumanas junto con otros 69 connacionales, incluyendo a diez niños, semidesnudos, sin alimentos y a temperaturas muy bajas. El joven explicó que solo le permitieron salir del confinamiento y ser deportado por ser residente en Chile desde hace un año.

### Panamá
En noviembre de 2016, el Frente Nacional del Pueblo Panameño convocó una marcha bajo el lema no más arepas, no más tequeños (en referencia a dos platos típicos del país bolivariano). Los organizadores de la marcha argumentaban que los migrantes venezolanos perjudicaban la economía del país, desplazando a los trabajadores locales y aumentando la delincuencia. La marcha generó alarma entre algunos sectores, pero al final solo reunió a algunas decenas de personas.
En agosto de 2017, el presidente panameño Juan Carlos Varela anunció que se exigiría visa a los venezolanos que viajaran a Panamá, aduciendo razones económicas y de seguridad:

Ante la ruptura del orden democrático en Venezuela, situación que pone en riesgo nuestra seguridad, nuestra economía y las fuentes de empleo de los panameños y panameñas, y luego de un profundo análisis, he tomado la decisión de exigir visa a los ciudadanos venezolanos que quieran viajar a Panamá.

El gobierno de Venezuela consideró la medida anti-integracionista y afirmó que obrarían con reciprocidad.
Poco tiempo después, aparecieron anuncios en los que bares panameños ofrecían descuentos a quienes golpearan a inmigrantes venezolanos.
 Paraguay
Durante un partido de la Copa Libertadores entre los clubes deportivos de São Paulo y Talleres, el jugador paraguayo Damián Bobadilla arremetió contra el jugador venezolano Miguel Navarro con el comentario xenófobo de "venezolano muerto de hambre", horas después, Miguel Navarro denunció el caso de xenofobia por parte de Damián y el club argentino de Talleres rechazo todo acto de discurso de odio y se solidarizaron con Miguel. 

### Perú

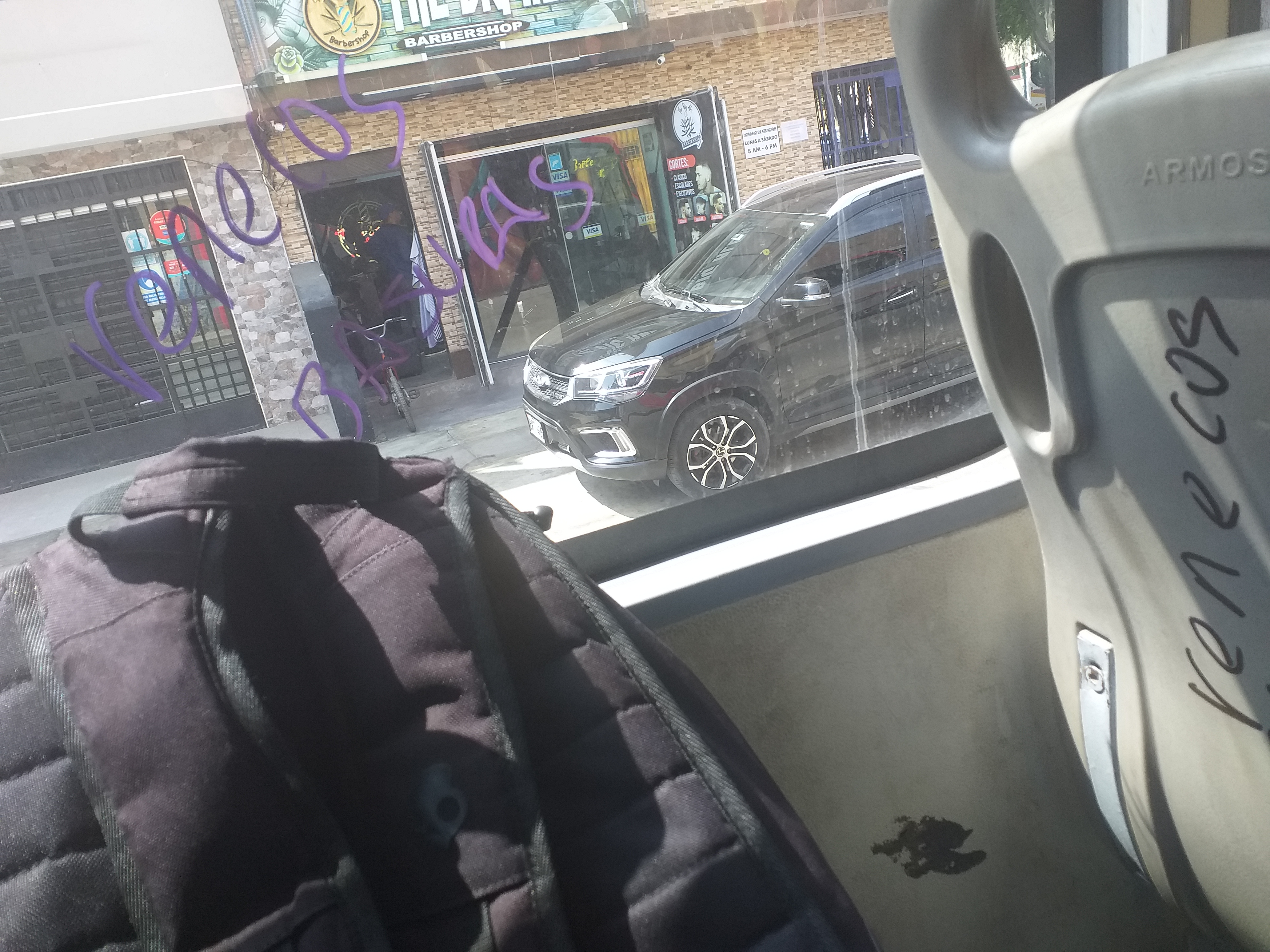
Transporte público en Perú con el rayado xenofóbico "venecos basura" contra la comunidad venezolana residente

Hasta mediados de 2019 al Perú llegaron alrededor de 866,000 venezolanos, sin embargo muchos de ellos no cuentan con los documentos legales necesarios para su permanencia en el país habiendo ingresado de forma ilegal, por lo que se estima que la cifra de inmigrantes en total se acercaría al millón. Varios empresarios y dueños de negocios peruanos contrataron personal venezolano con el fin de ahorrarse el sueldo mínimo que normalmente cobraría un peruano. Sin embargo, actualmente estas prácticas ya están prohibidas bajo sanción. Este accionar de algunas empresas también es mal visto entre la población, ya que sienten que se les quita oportunidades laborales a los propios peruanos, especialmente a los jóvenes que buscan un primer empleo o un trabajo estable para solventar sus gastos como sus estudios o para adquirir experiencia laboral.
En marzo de 2018, se difundió una campaña antivenezolana en redes sociales durante la cual se vieron pancartas con el lema Perú sin venezolanos en varios puentes de Lima.
En junio de 2018, una persona resultó herida luego de que se presentaran choques entre peruanos y venezolanos en el distrito limeño de San Martín de Porres.
En julio de 2018, se convocaron marchas para rechazar la presencia de inmigrantes venezolanos en Perú.
En agosto de 2018, el gobierno peruano empezó a exigir pasaporte a aquellos venezolanos que pretendían entrar al país, sin embargo la medida fue suspendida en octubre, cuando el Poder Judicial consideró que esa exigencia era incompatible con los compromisos adquiridos dentro de Mercosur.
En ese mismo mes, 89 venezolanos regresaron a su país patrocinados por su propio gobierno. Nicolás Maduro afirmó que sus compatriotas habían sido víctimas de una campaña de odio, y que en Perú solo habían encontrado racismo, desprecio, persecución económica y esclavismo.

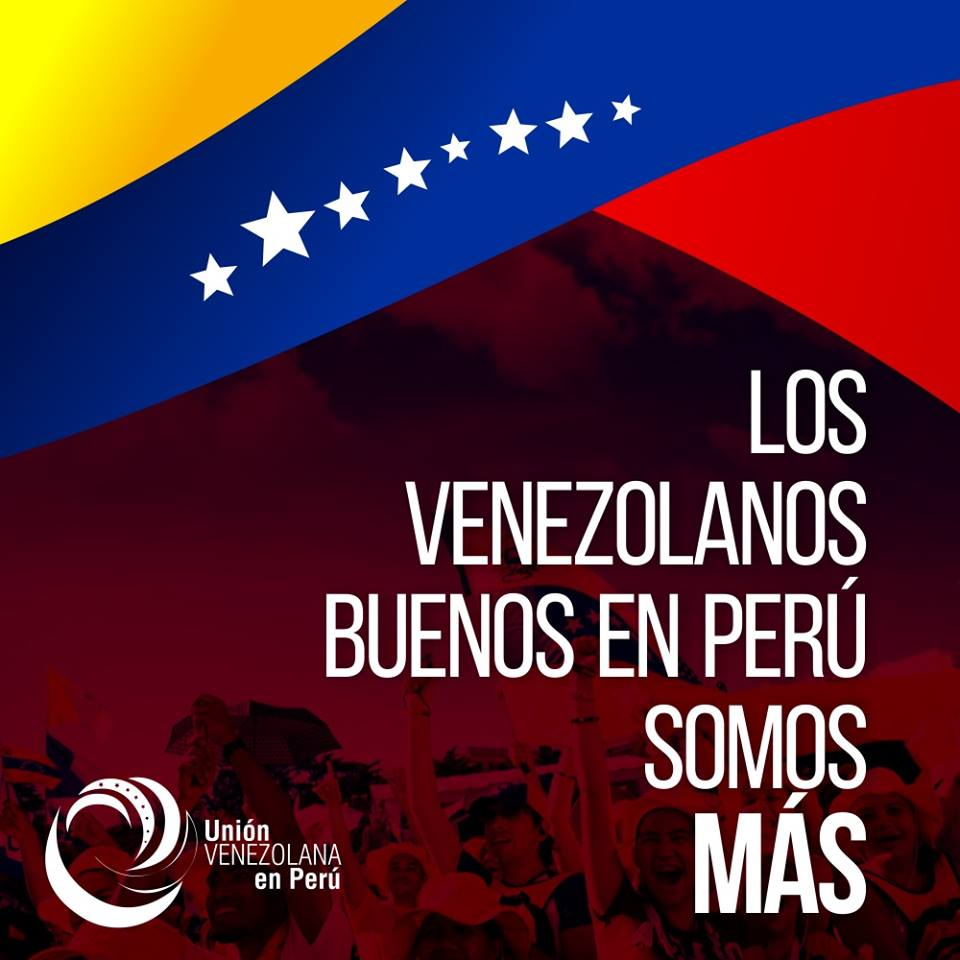
Cartel de refugiados venezolanos en Lima (Perú) distanciándose de los venezolanos acusados de crímenes contra peruanos.

En enero de 2019, un venezolano fue asesinado luego de que se presentaran riñas entre venezolanos y peruanos del distrito de Chao (La Libertad).
En el mismo mes se presentaron enfrentamientos entre venezolanos que protestaban frente a la embajada de su país en Lima y ciudadanos peruanos que exigían a su gobierno el cierre de las fronteras.
El origen y organización de estos disturbios, claramente ajenos a la naturaleza pacífica del pueblo peruano, ocurren desde 2018 hasta el presente y aun no han sido esclarecidos por las autoridades peruanas. Hay sospechas que son promovidos por miembros de las estructura de Nicolás Maduro.
Según la Organización Internacional para las Migraciones, un 35% de los venezolanos residentes en Perú han sufrido actos de xenofobia.
En septiembre de 2019 se dieron noticias del escalofriante hallazgo de dos cuerpos mutilados cuyos restos habían sido repartidos en distintos puntos de Lima. Luego de algunas investigaciones, la policía informó que los cuerpos pertenecían a un ciudadano de origen venezolano y a un peruano, aparentemente liquidados producto de un ajuste de cuentas con una organización criminal extranjera. En los vídeos obtenidos de las cámaras de seguridad del hotel ubicado en el distrito de San Martín de Porres, lugar donde ambas víctimas fueron asesinadas, se descubrió que los involucrados en dicho crimen serían 3 varones y 2 mujeres de nacionalidad venezolana (una de ellas ya capturada y con antecedentes penales por homicidio), a quienes se les ve trasladando los restos a un vehículo. Dicha noticia conmocionó al país y despertó una oleada de odio y pánico hacia los inmigrantes venezolanos en las redes sociales. También se critican en dichos medios los controles de identidad en la frontera, la irregularidad con la que se ingresa al país y la aparente poca importancia que le da el gobierno de Martín Vizcarra a la inseguridad ciudadana, aunados al bajo presupuesto para las policías y el elevado desempleo, porque la pobreza y la parálisis económica aumentan la delincuencia afectando a los ciudadanos peruanos.
En 2024, Dina Boluarte anunció varias medidas enfocadas en la supervisión de la residencia de los inmigrantes, a quienes culpó supuestamente de contribuir a la delincuencia. Los especialistas Maholy Sánchez y Gabriel Vergara calificaron dichas medidas de «discriminatorias» y «inaplicables».

### Trinidad y Tobago
En abril de 2018, 82 solicitantes de refugio venezolanos fueron expulsados de Trinidad y Tobago, en clara contravención de las leyes internacionales sobre la materia.
Ante las críticas emitidas por ACNUR, el primer ministro Keith Rowley afirmó que no permitiría que ni la ONU ni ningún otro organismo convirtiera su país en un campo de refugiados.
Los migrantes venezolanos en Trinidad y Tobago son víctimas de discriminación generalizada, ya que a diferencia de otros países, en las islas no se ha implementado ningún plan de acogida para los refugiados, obligando a muchos de ellos a permanecer ocultos por miedo a ser multados, encarcelados o a que los envíen de vuelta a Venezuela.